# Kängurumäuse
Die Kängurumäuse (Microdipodops) sind eine Gattung der Taschenmäuse (Heteromyinae), die mit zwei Arten im Südwesten der USA verbreitet sind.

## Merkmale
Mit einer Kopfrumpflänge von 6,6 bis 7,7 cm und einem 6,4 bis 10,3 cm langen Schwanz sind Kängurumäuse etwas kleiner als eine Hausmaus. Zur Anpassung an ein Wüstenleben sind ihre Füße mit borstenartigen Haaren versehen, die seitlich abstehen und die Fläche vergrößern, die auf den Sand aufsetzt. Die Hinterbeine sind vergrößert und geben den Antrieb zum Springen, während die verkümmerten Vorderbeine den Boden selten berühren. Der Schwanz dient beim Springen auf den Hinterbeinen zum Halten des Gleichgewichts.
Oberseits sind Kängurumäuse je nach Art beige, grau oder braun gefärbt, die Unterseite ist weiß. Der Kopf ist auffällig vergrößert. Im Schwanz können Fettreserven gespeichert werden, von denen die Mäuse während des Winterschlafs zehren.

## Verbreitung und Lebensraum
Kängurumäuse kommen in den US-Bundesstaaten Kalifornien, Nevada, Utah, Oregon und Idaho vor. Sie leben in ariden Gegenden mit steinigem oder sandigem Grund. Eine Strauchvegetation ist Voraussetzung. 

## Lebensweise
Kängurumäuse sind nachtaktive Einzelgänger. Sie ernähren sich hauptsächlich von Samen, fressen aber auch Insekten. Trinken müssen sie nicht, da sie ihren Flüssigkeitsbedarf allein aus der Nahrung decken. Zumindest eine Art hält einen Winterschlaf, bei der zweiten ist dies noch immer nicht geklärt.
Zwei bis sieben Junge umfasst ein Wurf. Trächtige Kängurumäuse wurden zwischen Ende März und Ende September entdeckt. In Gefangenschaft wurden Kängurumäuse fünfeinhalb Jahre alt.

## Systematik
Zwei Arten sind bekannt:
- Dunkle Kängurumaus (Microdipodops megacephalus), im Südwesten der USA: Oregon, Idaho, Nevada, Utah, Kalifornien
- Blasse Kängurumaus (Microdipodops pallidus), im Westen Nevadas und direkt angrenzenden Teilen Kaliforniens